# Ceratitis anonae
Ceratitis anonae är en tvåvingeart som beskrevs av Graham 1908. Ceratitis anonae ingår i släktet Ceratitis och familjen borrflugor. Inga underarter finns listade i Catalogue of Life.